# Проспект Римского-Корсакова
Проспе́кт Ри́мского-Ко́рсакова — проспект в Адмиралтейском районе Санкт-Петербурга. Проходит от Садовой улицы до Лоцманской улицы. На участке от Лермонтовского проспекта фактически является набережной канала Грибоедова.

## История

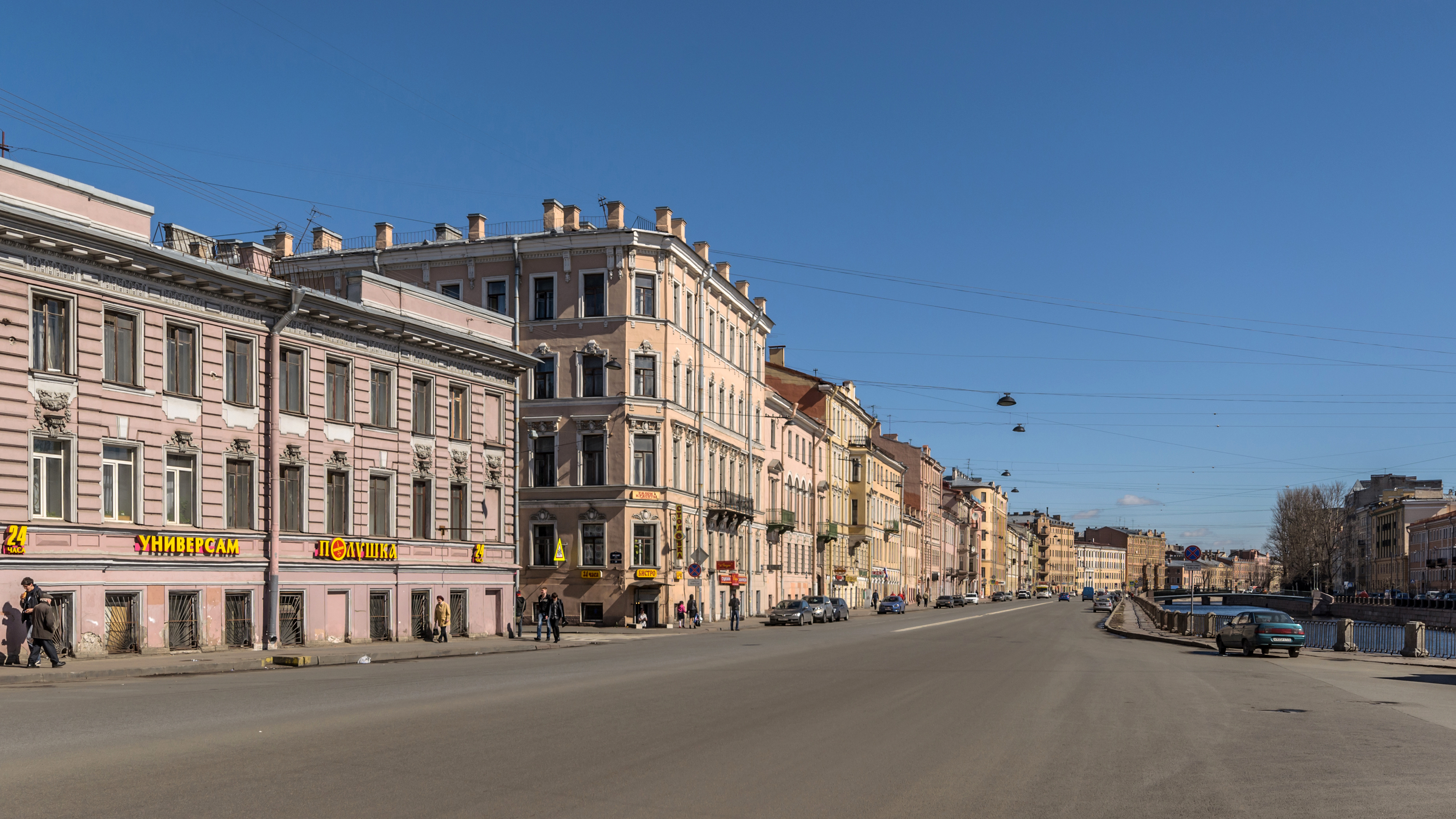
Проспект Римского-Корсакова возле площади Репина

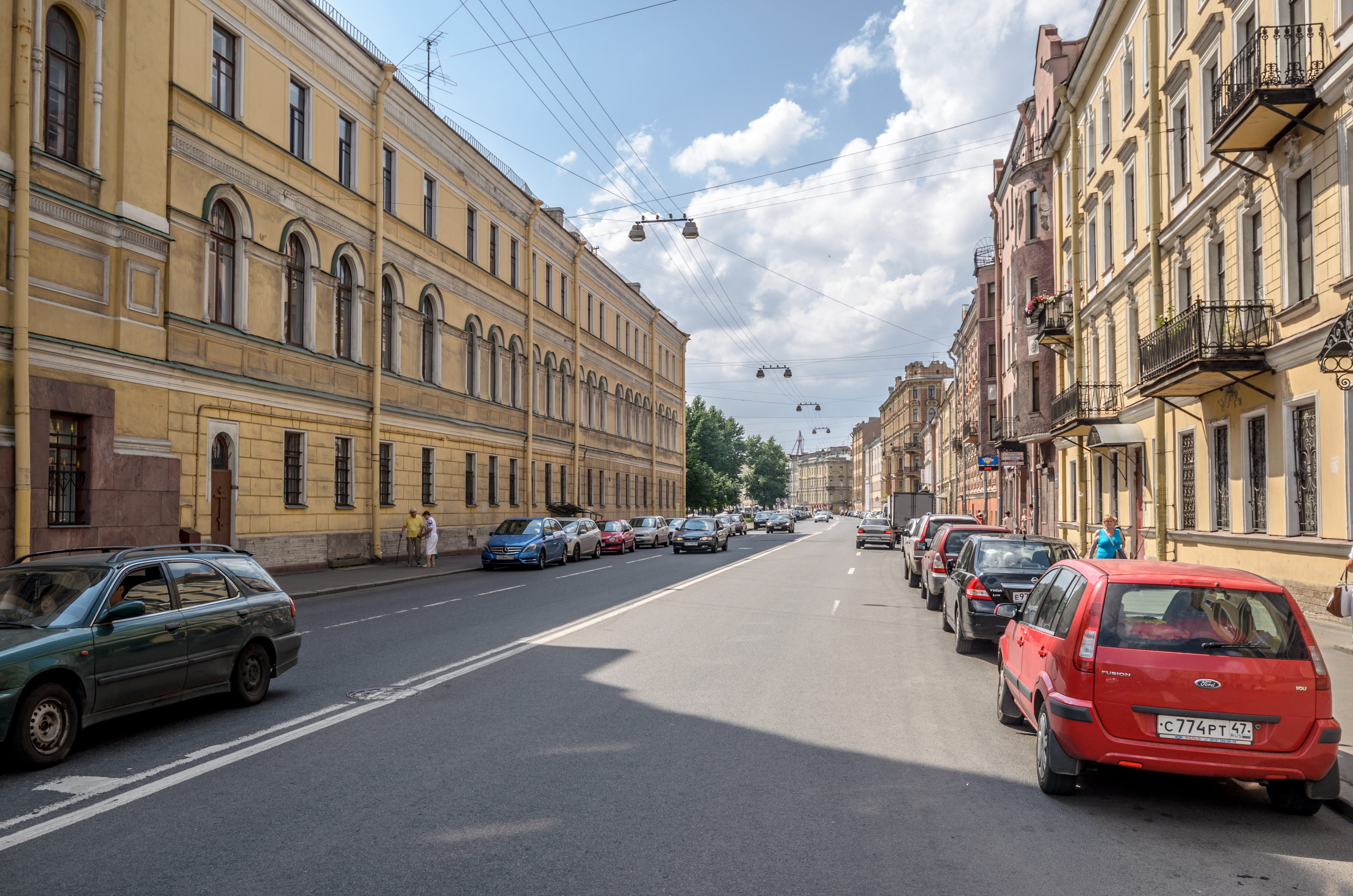
Проспект Римского-Корсакова возле Лермонтовского проспекта

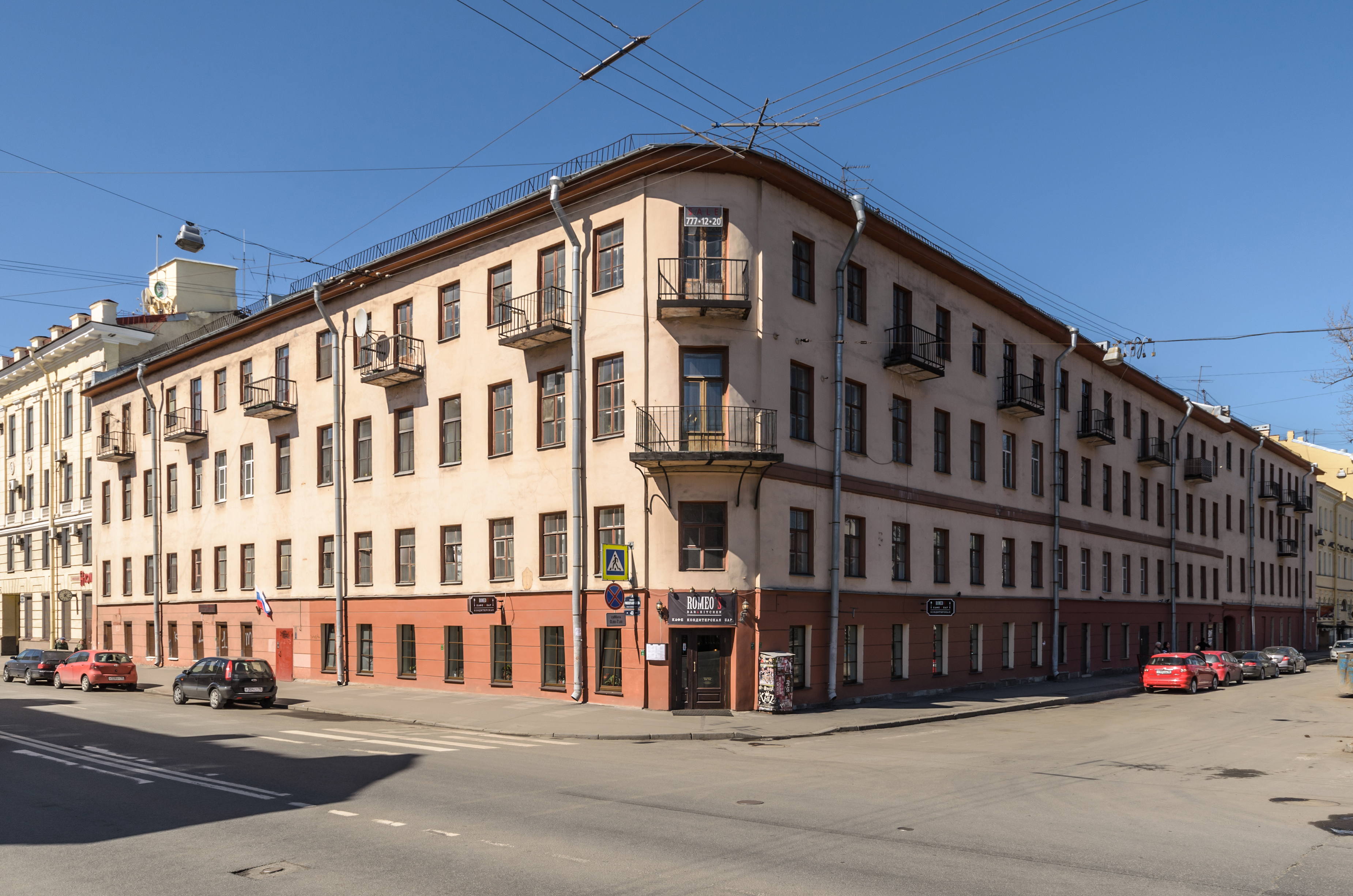
Дом Брагина

20 августа 1739 года началу дороги, которая вела к летнему дворцу Екатерины I — Екатерингофу — было присвоено название Екатерингофская улица. Наименование просуществовало до 1846 года. До 1770 года название Екатерингофская улица распространялось и на современный Старо-Петергофский проспект, затем в состав улицы была включена оставшаяся часть дороги от Лоцманской улицы до Бумажного канала, включая современные улицу Степана Разина и часть Лифляндской улицы. Параллельно употреблялось название Екатерингофская перспектива (1764—1789 гг), затем Екатерингофский проспект (1770 г — 23 февраля 1939 года). В 1821—1822 годах проезд реки Фонтанки, а Екатерингофский проспект — от реки Фонтанки до Бумажного канала.
Параллельно во второй половине XVIII века и в первой половине XIX века существовали следующие названия: Екатерингофская дорога (1748—1802), Большая Екатерингофская дорога (1764 г), Старая Екатерингофская дорога (1798—1799 гг), Большая Екатерингофская улица (1769—1799), Большая к Екатерингофу перспективая улица (1763—1786 гг), также, неправильно, Экатерингофская перспектива (1765), Экатерингофская улица (1766) и Екатеринговская улица (1796), Екатерингофская набережная (1789—1798 гг на участке вдоль канала Грибоедова). Другие названия — Большая перспективая (1761—1786 гг, в современных границах), также Большая Коломенская перспектива (1786), Большая улица (1762), затем — Большой проспект (1780—1800 гг). Существовали названия проспект Екатерининского канала (1798, на участке вдоль канала Грибоедова или Большой проспект Екатерининского канала (1799), также, неправильно, Екатерининский проспект (1782—1802 гг), в просторечии Екатерининская перспектива (1770—1771 гг), Екатеринская улица (1768—1772 гг), впоследствии — Екатерининская улица (1774—1802 гг), Екатериновская улица (1776 г), в просторечии Катерининская улица (1780 г). Названия были даны из-за близости к Екатерининскому каналу (ныне — канал Грибоедова). Ещё — Калинкинская дорога (1750—1775 гг, в современных границах), позже Калинковский проспект (1777 г) или Калинкинский проспект (1799). Названия были даны по Калинкиной деревне, находящейся в устье реки Фонтанки. Также — проспект к Калинкину мосту (1792—1798 гг) (тогда Калинкиным мостом назывался современный Старо-Калинкин мост). Позже — Петергофская улица (1771 г, от Крюкова канала до реки Фонтанки) или Большая Петергофская улица (1796), затем Петергофский проспект (1794—1844). Названия были даны по Петергофской дороге (ныне — Старо-Петергофский проспект), начинавшейся за современным Старо-Калинкиным мостом. Чаще, однако, границу между Екатерингофским проспектом и Петергофским проспектом проводили по Лермонтовскому проспекту.
В 1836 году была выделена Новая Екатерингофская улица, позже разделившаяся на Ново-Екатерингофскую улицу (ныне — улица Степана Разина) и Екатерингофскую улицу (затем Мало-Екатерингофская улица, ныне — Лифляндская улица). Однако вплоть до 1858 года, когда был закрыт участок от Лоцманской улицы до реки Фонтанки на некоторых планах и в справочниках Екатерингофский проспект продолжал обозначаться в прежних границах, причём уже с 1798 года в его состав включается и участок современной Лифляндской улицы на Екатерингофском острове.
На плане 1874 года проезд обозначен как Екатерингофский проспект.
22 февраля 1939 года проезд был переименован в проспект Римского-Корсакова в честь Николая Андреевича Римского-Корсакова в связи с тем, что поблизости (на Театральной площади) находится Петербургская консерватория, профессором которой был Римский-Корсаков.
На участке проспекта от площади Репина до Английского проспекта осуществлялось трамвайное движение c 1928 по 2002 годы. Также действовала трамвайная линия на участке от улицы Глинки до Никольской площади с 1909 по 2006 годы.
В ноябре 2021 года в квартире-мастерской скульпторов и художников Романа Шустрова и Марии Касьяненко по адресу проспект Римского-Корсакова, квартира 93, в которой они жили с осени 2019 года, открылся «Музей петербургских ангелов». Создатели считают, что со временем в музее будут проходить мастер-классы и литературные вечера, театральные представления, творческие встречи, проводиться бесплатные экскурсии.

## Пересечения
Проспект Римского-Корсакова пересекается с Вознесенским проспектом, Большой Подьяческой улицей, Средней Подьяческой улицей, каналом Грибоедова, Крюковым каналом и его набережной, улицей Глинки, Лермонтовским проспектом, Мастерской улицей, Английским проспектом, Дровяным переулком, улицей Володи Ермака и Мясной улицей; заканчивается он у площади Репина.
Чётная сторона проспекта заканчивается на доме 24 (церковь Святого Исидора Юрьевского эстонского православного братства, построена в 1903-08 годах, архитектор А. А. Полещук); далее по чётной стороне расположен канал Грибоедова.

## Достопримечательности

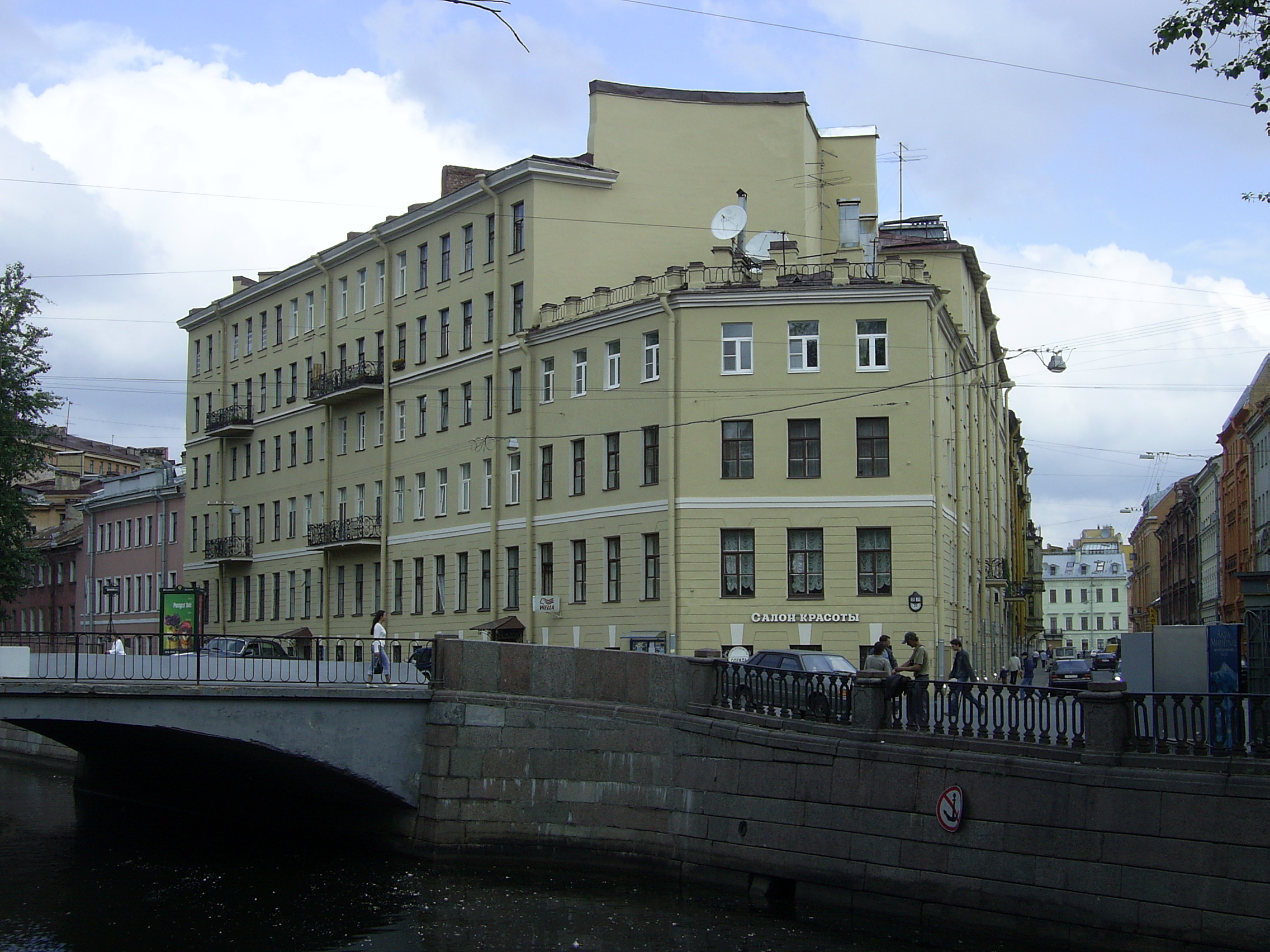
Дом старухи-процентщицы

- Дом 1 ( 781710971290005) — построен в 1899—1900 годах, архитектор А. И. Носалевич. В 1905 году в здании работал первый профсоюз приказчиков, о чём гласит расположенная на доме в 1925 году мемориальная доска[3].
- Дом 5  7832049000 — жилой дом первой трети XVIII века.
- Дом 8  7832051000 — доходный дом архитектора Венцеслава Бурды, перестроен в 1862—1863 годах по проекту владельца из здания конца XVIII века.
- Дома 5, 7 и 9 — комплекс построек шоколадной фабрики 1876—1880 Георга Ландрина (позднее Товарищество Г. Ландрин). Главное здание и 3 дворовых комплекса. 1876—1880 — арх. Пуаро Август Антонович — перестройка, новые корпуса. В 2005 году на месте дома 7 возведен отель «Амбассадор».
- На доме 11/36 (угловом с Вознесенским проспектом) в 1995 году был установлен знак «Нос майора Ковалева» (по идее режиссёра Р. Габриадзе).
- В доме 16/2 с августа 1798 года по октябрь 1812 года размещалось первое в мире училище корабельной архитектуры (на доме установлена мемориальная доска).

- Дом 22  781711301210015 — бывший штаб и офицерский дом, конец XVIII в.
- На участке между 22 домом и каналом Грибоедова расположены бывшие казармы Гвардейского экипажа ( 781721301210005); в них расположена мемориальная доска в память о победах Гвардейского экипажа на Дунае и взятия крепости Рущук в июле 1877 года[4]; с 1988 и 1990 года по 2006 год здесь располагались две доски в честь восстаний матросов[5][6].
- Дом 25/15 на углу Средней Подьяческой улицы был описан в романе Ф. М. Достоевского «Преступление и наказание» как «дом процентщицы».

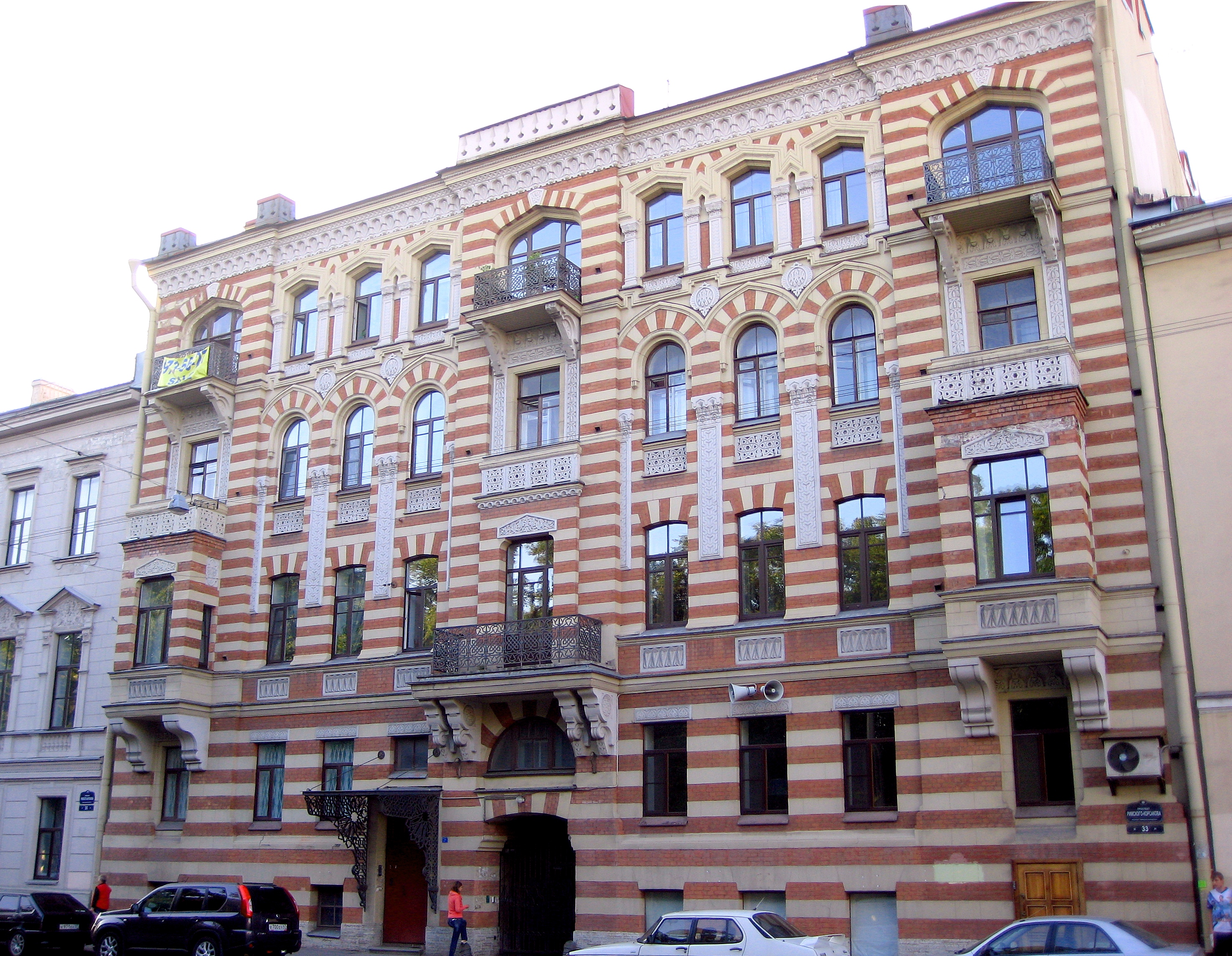
Дом Вучиховского

- Дом 33  7832052000 — дом Г. Ф. Вучиховского, 1877 г., арх. В. А. Шрётер.
- Дом 35 принадлежал В. Н. Всеволожскому (в 1845-47 был перестроен, архитектор И. Д. Корсини).
- Дом 37 ( 781710785170006) — конец XVIII в., предположительно построен по проекту первого владельца Василия Баженова. Пошатнувшееся здоровье не позволило Баженову завершить строительство, в 1808-м участок был продан Луи Жюлю Бенуа. 40 лет спустя Леонтий Бенуа разработал проект перестройки, тогда же во дворе были добавлены флигели[7].
- Дом 39  7832053000 — дом Н. Семёнова (статс-секретариата Великого княжества Финляндского), построен в 1808—1810 годах, расширен в 1845-м по проекту Гаральда Боссе.
- В доме 87 (построен в 1912 году, архитектор Г. Я. Леви) была расположена фабрика диаграммных бумаг.
- В доме 65 (построен в 1893-96 годах, архитектор И. Н. Иорс) в 1908-09 жил литовский художник и композитор М. К. Чюрленис.
- Дом 97  7832056000 — дом К. Д. Лобанова, 1836 г., арх. И. Е. Ерлыков. В 1887—1923 годах в этом здании жил художник К. А. Сомов.
- Дом 101  7832057000 — дом Уткиной, 1834 г., арх. П. С. Плавов.